# Remy McBain
Remy June McBain (27 agosto 1991) è una pallavolista portoricana.
Gioca nel ruolo di palleggiatrice nelle Orientales de Humacao.

## Carriera
La carriera di Remy McBain inizia quando per morivi di studio si trasferisce negli Stati Uniti d'America, prendendo parte alla Division I NCAA con la squadra della University of Maryland, College Park, con cui gioca dal 2009 al 2012.
Inizia la carriera professionistica nella stagione 2013, quando viene ingaggiata dalle Indias de Mayagüez nella Liga Superior portoricana, vincendo subito lo scudetto, anche se venendo impiegata come riserva; durante l'estate del 2013 debutta nella nazionale portoricana in occasione del World Grand Prix.
Nel campionato 2016 approda alle Changas de Naranjito, che lascia poco dopo l'inizio del torneo per approdare alle Orientales de Humacao.

## Palmarès

### Club
- Campionato portoricano: 1

2013